# 유성균
유성균(柳星均, 1932년)은 이영섭 대법원장에 의하여 임명된 대한민국의 대법원장비서실장을 역임한 법조인이다.

## 생애
1932년 강원도 춘성군에서 태어난 유성균은 고려대학교 법학과를 졸업하고 제13회 고등고시 사법과에 합격하여 대전지방법원, 춘천지방법원 등에서 판사와 속초지원장, 서울고등법원 판사, 대법원 재판연구관 등을 거쳐 청주지방법원 부장판사로 재직하던 1979년 3월 27일에 이영섭 대법원장에 의하여 대법원장비서실장에 임명되면서 법원행정처 기획조정관을 겸직하다가5월 16일에 서울민사지방법원 부장판사를 겸직하였다.

## 주요 판결
- 서울고등법원 제2형사부(재판장 전상석)에서 고형규와 함께 배석판사로 재직하던 1974년 11월 20일에 내란목적 살인, 국가보안법, 반공법, 특수절도, 출입국관리법, 총포.화약류단속법 등을 적용하여 1심에서 사형을 선고받은 문세광에 대한 항소심에서 "피고인이 주장하는 범행의 원천적인 동기에 대해 동감을 하나 저격이라는 범행수단의 흉악성과 그 위험성, 비록 미수라고 해도 국가원수에게 총을 겨누어 저격하고 국가원수의 부인의 생명을 잃은 결과의 중대성, 북한 공산주의자와 대치하는 국가안보적 견지에서 범행이 심각한 사회불안을 일으키고 국기를 흔들어 국가안위를 위협하는 가공할 범행이라는 점을 종합하면 정상을 참작하기 위해 형량을 낮출 수는 없다"며 항소를 기각했다.[3]